# Coppa Italia di calcio da tavolo

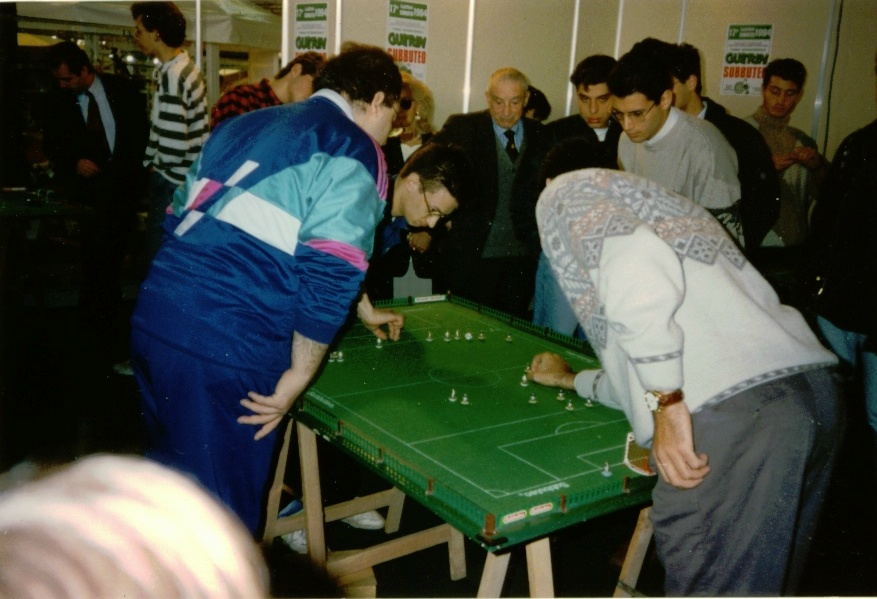
Una partita tra Pierluigi Bianco (sx) e Davide Massino

La Coppa Italia di calcio da tavolo nacque nel 1977 come gara nazionale dedicata alle sole squadre di club. Dalla prima edizione, fino al 1983, venne disputata con la formula dell'eliminazione a gironi con criterio geografico. Al termine delle eliminatorie le squadre vincitrici dei tre raggruppamenti (Nord, Centro e Sud), assieme al club campione uscente, si incontravano nella sede designata alla "final-four". Nel 1983 la Coppa Italia venne definitivamente assegnata alla S.C. Diavoli Milano, e la manifestazione abbandonata fino al 1996.
Con la ripresa della gara cambiò anche la formula. Alla competizione a squadre si affiancò quella individuale riservata ai primi 24 giocatori del Ranking nazionale. Nel 2001 si affiancò anche la competizione riservata a tutti gli altri giocatori, denominata "Cadetti". Con il passare delle edizioni si sono affacciate via via nuove categorie, sino ad arrivare a ben 7 gare individuali e 2 a squadre, per due giorni di competizioni.

## Albo d'oro
| Coppa Italia di calcio da tavolo | Coppa Italia di calcio da tavolo | Coppa Italia di calcio da tavolo     | Coppa Italia di calcio da tavolo     | Coppa Italia di calcio da tavolo      | Coppa Italia di calcio da tavolo              | Coppa Italia di calcio da tavolo               | Coppa Italia di calcio da tavolo      | Coppa Italia di calcio da tavolo   | Coppa Italia di calcio da tavolo  |
| Anno                             | Luogo                            | Società                              | Individuale Master                   | Individuale Cadetti                   | Individuale Under-19                          | Individuale Under-15                           | Individuale Under-12                  | Individuale Femminile              | Individuale Veterans              |
| -------------------------------- | -------------------------------- | ------------------------------------ | ------------------------------------ | ------------------------------------- | --------------------------------------------- | ---------------------------------------------- | ------------------------------------- | ---------------------------------- | --------------------------------- |
| 1977                             | Roma                             | O.S. Lazio                           |                                      |                                       |                                               |                                                |                                       |                                    |                                   |
| 1978                             | Napoli                           | S.C. Savoldi Napoli                  |                                      |                                       |                                               |                                                |                                       |                                    |                                   |
| 1979                             | Reggio Calabria                  | S.C. Puma Montecchio                 |                                      |                                       |                                               |                                                |                                       |                                    |                                   |
| 1980                             | Bologna                          | S.C. Diavoli Milano                  |                                      |                                       |                                               |                                                |                                       |                                    |                                   |
| 1981                             | Milano                           | S.C. Dark Valley L'Aquila            |                                      |                                       |                                               |                                                |                                       |                                    |                                   |
| 1982                             | Roma                             | S.C. Jäegermeister Mestre            |                                      |                                       |                                               |                                                |                                       |                                    |                                   |
| 1983                             | Alassio                          | S.C. Diavoli Milano                  |                                      |                                       |                                               |                                                |                                       |                                    |                                   |
| 1996                             | Rieti                            | T.S.C. Stella Artois Milano          | Simone Bertelli - (Pisa)             |                                       |                                               |                                                |                                       |                                    |                                   |
| 1997                             | Padova                           | T.S.C. Stella Artois Milano          | Giancarlo Giulianini - (Faenza)      |                                       |                                               |                                                |                                       |                                    |                                   |
| 1998                             | Firenze                          | T.S.C. Latina                        | Alessandro Mastropasqua - (Venezia)  |                                       |                                               |                                                |                                       |                                    |                                   |
| 1999                             | Pianezza                         | C.C.T. Eagles Napoli                 | Yari Intra - (Bergamo)               |                                       |                                               |                                                |                                       |                                    |                                   |
| 2000                             | Bologna                          | T.S.C. Latina                        | Francesco Quattrini - (Ancona)       |                                       |                                               |                                                |                                       |                                    |                                   |
| 2001                             | Napoli                           | A.C.S. Perugia                       | Luca Capellacci - (Urbino)           | Giorgio Proietti - (Roma)             |                                               |                                                |                                       |                                    |                                   |
| 2002                             | Reggio Emilia                    | A.C.S. Perugia                       | Saverio Bari - (Reggio Emilia)       | Marco Lamberti - (Reggio Emilia)      |                                               |                                                |                                       |                                    |                                   |
| 2003                             | Sansepolcro                      | Reggiana Subbuteo                    | Massimiliano Nastasi - (Perugia)     | Daniele Bertelli - (Pisa)             |                                               |                                                |                                       |                                    |                                   |
| 2004                             | Urbino                           | C.C.T. Eagles Napoli                 | Massimiliano Nastasi - (Perugia)     | Severino Gara - (Roma)                |                                               | Mattia Bellotti - (Napoli)                     |                                       |                                    |                                   |
| 2005                             | Casavatore                       | A.C.S. Perugia                       | Massimo Bolognino - (Napoli)         | Sergio Caggiano - (Salerno)           | Mattia Bellotti - (Napoli)                    | Ciro Tavassi - (Napoli)                        | Loredana Ferri - (Bergamo)            | Severino Gara - (Roma)             |                                   |
| 2006                             | Chianciano Terme                 | C.C.T. Eagles Napoli                 | Saverio Bari - (Reggio Emilia)       | Marco Lauretti - (Latina)             | Riccardo La Rosa - (Palermo)                  | Mattia Bellotti - (Napoli)                     | Diego Tagliaferri - (Roma)            | Alessandra Brescia - (Napoli)      | Stefano De Francesco - (Perugia)  |
| 2007                             | Chianciano Terme                 | A.C.S. Perugia                       | Daniele Bertelli - (Pisa)            | Emanuele Licheri - (Cagliari)         | Riccardo La Rosa - (Palermo)                  | Mattia Bellotti - (Napoli)                     | Diego Tagliaferri - (Roma)            | Valentina Bartolini - (Perugia)    | Stefano De Francesco - (Perugia)  |
| 2008                             | Chianciano Terme                 | A.C.S. Perugia                       | Saverio Bari - (Reggio Emilia)       | Daniele Pochesci - (Roma)             | Riccardo La Rosa - (Palermo)                  | Simone Palmieri - (Napoli)                     | Diego Tagliaferri - (Roma)            | Valentina Bartolini - (Perugia)    | Marco Lamberti - (Reggio Emilia)  |
| 2009                             | Baronissi                        | Black & Blue Pisa                    | Daniele Bertelli - (Pisa)            | Niki Napolitano - (Roma)              | Andrea Manganello - (Perugia)                 | Diego Tagliaferri - (Roma)                     | Paolo Zambello - (Casale Monferrato)  | Giuditta Lo Cascio - (Bagheria)    | Emilio Richihi - (Palermo)        |
| 2010                             | Chianciano Terme                 | Black & Blue Pisa                    | Giancarlo Giulianini - (Faenza)      | Bruno Mazzeo - (Bergamo)              | Carmelo Sciacca - (Barcellona Pozzo di Gotto) | Luca Colangelo - (Casale Monferrato)           | Matteo Ciccarelli - (Napoli)          | Eleonora Buttitta - (Bagheria)     | Marco Borriello - (Napoli)        |
| 2011                             | Chianciano Terme                 | Reggiana Subbuteo                    | Daniele Bertelli - (Pisa)            | Emanuele Licheri - (Cagliari)         | Luca Zambello - (Casale Monferrato)           | Matteo Ciccarelli - (Napoli)                   | Nicola Borgo - (Casale Monferrato)    | Giuditta Lo Cascio - (Bagheria)    | Federico Mattiangeli - (Terni)    |
| 2012                             | Chianciano Terme                 | A.C.S. Perugia                       | Saverio Bari - (Reggio Emilia)       | Michele Ferrucci - (Napoli)           | Luca Battista - (Napoli)                      | Paolo Zambello - (Casale Monferrato)           | Leonardo Giudice - (Livorno)          | Sara Guercia - (Napoli)            | Gianfranco Calonico - (Sanremo)   |
| 2013                             | San Benedetto del Tronto         | F.lli Bari Reggio Emilia             | Luca Colangelo - (Casale Monferrato) | Patrizio Lazzaretti - (Roma)          | Andrea Ciccarelli - (Napoli)                  | Marco Di Vito - (Napoli)                       | Leonardo Giudice - (Livorno)          | Paola Forlani - (Bergamo)          | Gianfranco Calonico - (Sanremo)   |
| 2014                             | San Benedetto del Tronto         |                                      | Luca Zambello - (Casale Monferrato)  | Luca Bisio - (Milano)                 | Filippo Cubeta - (Casale Monferrato)          | Nicola Borgo - (Casale Monferrato)             | Leonardo Giudice - (Livorno)          | Paola Forlani - (Bergamo)          | Gianfranco Calonico - (Sanremo)   |
| 2015                             | San Benedetto del Tronto         | Black & Blue Pisa                    | Saverio Bari - (Reggio Emilia)       | Alberto Apollo - (Bologna)            | Filippo Cubeta - (Casale Monferrato)          | Claudio La Torre - (Barcellona Pozzo di Gotto) | Giorgio Giudice - (Livorno)           | Paola Forlani - (Bergamo)          | Gianfranco Calonico - (Sanremo)   |
| 2016                             | San Benedetto del Tronto         | Fiamme Azzurre Roma / A.C.S. Perugia | Emanuele Licheri - (Cagliari)        | Andrea Catalani - (Civitanova Marche) | Armando Giuffrè - (Messina)                   | Leonardo Giudice - (Livorno)                   | Giorgio Giudice - (Livorno)           | Paola Forlani - (Bergamo)          | Fabio Belloni - (Perugia)         |
| 2017                             | San Benedetto del Tronto         | Napoli Fighters                      |                                      |                                       |                                               |                                                |                                       |                                    |                                   |
| 2018                             | San Benedetto del Tronto         | F.lli Bari Reggio Emilia             | Luca Colangelo - (Casale Monferrato) | Michele Giudice - (Livorno)           | Antonino Fontana - (Bagheria)                 | Cristian Fricano - (Casale Monferrato)         | Giorgio Giudice - (Livorno)           | Giuditta Lo Cascio - (Bagheria)    | Massimiliano Croatti - (Rimini)   |
| 2019                             | San Benedetto del Tronto         | F.lli Bari Reggio Emilia             | Simone Bertelli - (Pisa)             | Alessandro Subazzoli - (Pisa)         | Luca Riccio - (Sessa Aurunca)                 | Mattia Ferrante - (Sessa Aurunca)              | Francesco Borgo - (Casale Monferrato) | Maria Felice Merkouris - (Palermo) | Massimiliano Schiavone - (Foggia) |
| 2020                             | San Benedetto del Tronto         | Fiamme Azzurre Roma                  | Luca Zambello - (Casale Monferrato)  | Lena Gian Maria - (Biella)            | Luca Riccio - (Sessa Aurunca)                 | Mattia Ferrante - (Sessa Aurunca)              | Manfradelli Francesco - (Napoli)      |                                    | Cesare Santanicchia - (Perugia)   |

| 2006 | Chianciano Terme | Virtus 4 Strade Rieti |  |
| 2007 | Chianciano Terme | Fiamme Azzurre Roma   |  |
| 2008 | Chianciano Terme | Virtus 4 Strade Rieti |  |
| 2009 | Baronissi        | Fiamme Azzurre Roma   |  |
| 2010 | Chianciano Terme | Fiamme Azzurre Roma   |  |
| 2011 | Chianciano Terme | Warriors Torino       |  |

| 2007 | Chianciano Terme | S.C. Napoli Fighters           | Lazio TFC                      |
| 2008 | Chianciano Terme | S.C. Napoli Fighters           | Eagles Napoli                  |
| 2009 | Baronissi        | S.C. Napoli Fighters           | Pierce 14 Altavilla Monferrato |
| 2010 | Chianciano Terme | S.C. Napoli Fighters           | Pierce 14 Altavilla Monferrato |
| 2011 | Chianciano Terme | Pierce 14 Altavilla Monferrato | S.C. Napoli Fighters           |

| 2008 | Chianciano       | S.C. Palermo                   | Napoli 2000                    |
| 2009 | Baronissi        | S.S. Lazio TFC                 | S.C. Napoli Fighters           |
| 2010 | Chianciano Terme | S.S. Lazio TFC                 | Pierce 14 Altavilla Monferrato |
| 2011 | Chianciano Terme | Pierce 14 Altavilla Monferrato | Eagles Napoli                  |
| 2012 | Chianciano Terme | Pierce 14 Altavilla Monferrato | S.S. Lazio TFC                 |